# Claudiomiro Estrais Ferreira
Claudiomiro Estrais Ferreira, mais conhecido simplesmente como Claudiomiro (Porto Alegre, 3 de abril  de 1950 — Canoas, 24 de agosto de 2018), foi um futebolista brasileiro que atuou como atacante. É considerado ídolo eterno do Internacional.

## Carreira
Claudiomiro entrou para os mirins do Internacional com apenas 13 anos de idade. Artilheiro do Campeonato Brasileiro de Juvenis de 1967, o jogador foi promovido, no mesmo ano, ao time principal do Colorado pelo então técnico Sérgio Moacir Torres. Com apenas 16 anos, destacou-se no Torneio Roberto Gomes Pedrosa de 1967.
Foi o autor do primeiro gol da história do Estádio Beira-Rio. O gol histórico de Claudiomiro foi marcado no dia 6 de abril de 1969, na vitória colorada por 2 a 1 sobre o Benfica, de Portugal, desviando de cabeça um chute de Gilson Porto. Claudiomiro atuou naquela partida com uma lesão no tornozelo. Além de suas excepcionais características como centroavante, era também um excepcional cavador de pênaltis. No entanto, problemas no joelho e excesso de peso pouco a pouco começaram a afastar Claudiomiro do time. Pelo Inter, atuou 423 vezes, marcando 218 gols.
Em 1975, trocou o Inter pelo Botafogo-RJ.
No ano seguinte, foi para o Flamengo-RJ, onde permaneceu até 1977.
Claudiomiro ainda jogou em 1978 no Caxias, de Caxias do Sul, até ser novamente contratado pelo clube que o revelou, o Internacional, em 1979. No entanto, estava acima do peso novamente.
Claudiomiro era como "Bigorna", em razão de sua força física e de seu estilo rompedor. Ficou conhecido também por suas frases marcantes: "na minha casa não tem azulejo, só vermelhejo…".
Chegou a ser convocado para a Seleção Brasileira, mas sua carreira foi encerrada prematuramente em 1979 (atuando pelo Novo Hamburgo), aos 29 anos, devido às dificuldades com o peso.

## Morte
Claudiomiro foi encontrado morto na sua residência em Canoas, Região Metropolitana de Porto Alegre, no dia 24 de agosto de 2018. A causa da morte nunca foi divulgada.

## Títulos
Internacional
- Campeão Gaúcho: 1969,1970,1971,1972,1973,1974,1975.[2][5]
- Artilheiro do Torneio do Povo de 1971: 2 gols